# Onthophagus bunamin
Onthophagus bunamin là một loài bọ cánh cứng trong họ Bọ hung (Scarabaeidae).